# Variety (tạp chí)
Variety là một tạp chí tạp chí chuyên ngành giải trí được phát hành hàng tuần của Mỹ, do tập đoàn Penske Media sở hữu. Tạp chí này được sáng lập bởi Sime Silverman ở New York vào năm 1905 dưới dạng phát hành hàng tuần; đến năm 1933 có thêm phiên bản Variety hàng ngày (Daily Variety), có trụ sở tại Los Angeles, phản ánh các tin tức của ngành công nghiệp điện ảnh; năm 1998 phiên bản Daily Variety Gotham đi vào hoạt động, trụ sở đóng tại New York.  Variety.com là một website thu phí cung cấp các tin tức, bài bình luận, kho lưu trữ, doanh thu phòng vé, cơ sở dữ liệu danh sách thành viên tham gia thực hiện, biểu đồ tiến độ và lịch sản xuất các phim, nội dung bắt đầu từ các phim của năm 1914.  Ấn bản hàng ngày trên giấy cuối cùng được phát hành vào ngày 19 tháng 3 năm 2013.